# Saint-Gravé
Saint-Gravé (tiếng Breton: Sant-Gravez) là một xã ở tỉnh Morbihan trong vùng Bretagne tây bắc Pháp. Xã này có diện tích 15,75 km², dân số năm 1999 là 643 người. Khu vực này có độ cao từ 2-91 mét trên mực nước biển.
Thvà canal de Nantes à Brest forms part of the commune's northern border; Sông Arz forms all of its southern border.
Cư dân của Saint-Gravé danh xưng trong tiếng Pháp là Gravéens.